# Шляхта (Поморське воєводство)
Шляхта (пол. Szlachta) — село в Польщі, у гміні Осечна Староґардського повіту Поморського воєводства.
Населення — 918 осіб (2011).
У 1975-1998 роках село належало до Гданського воєводства.

## Демографія
Демографічна структура станом на 31 березня 2011 року:
|          | Загалом | Допрацездатний вік | Працездатний вік | Постпрацездатний вік |
| -------- | ------- | ------------------ | ---------------- | -------------------- |
| Чоловіки | 455     | 123                | 299              | 33                   |
| Жінки    | 463     | 103                | 279              | 81                   |
| Разом    | 918     | 226                | 578              | 114                  |